# بانوی آیووا (کشتی)
بانوی آیووا (کشتی) (به انگلیسی: Maid of Iowa) یک کشتی بود که طول آن ۱۱۵ فوت (۳۵ متر) بود. این کشتی در سال ۱۸۴۲ ساخته شد.